# Lightburn

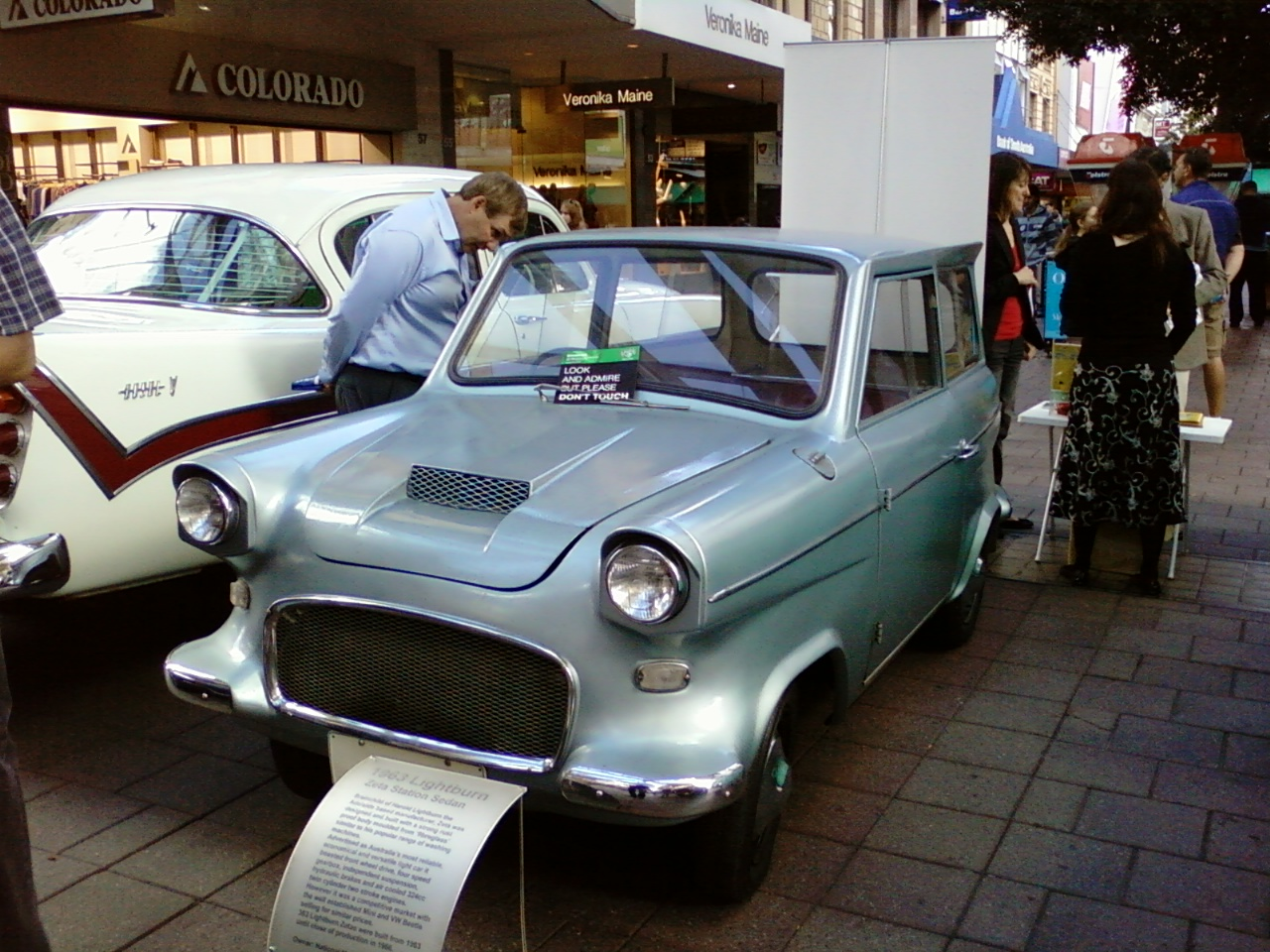
Zeta Saloon

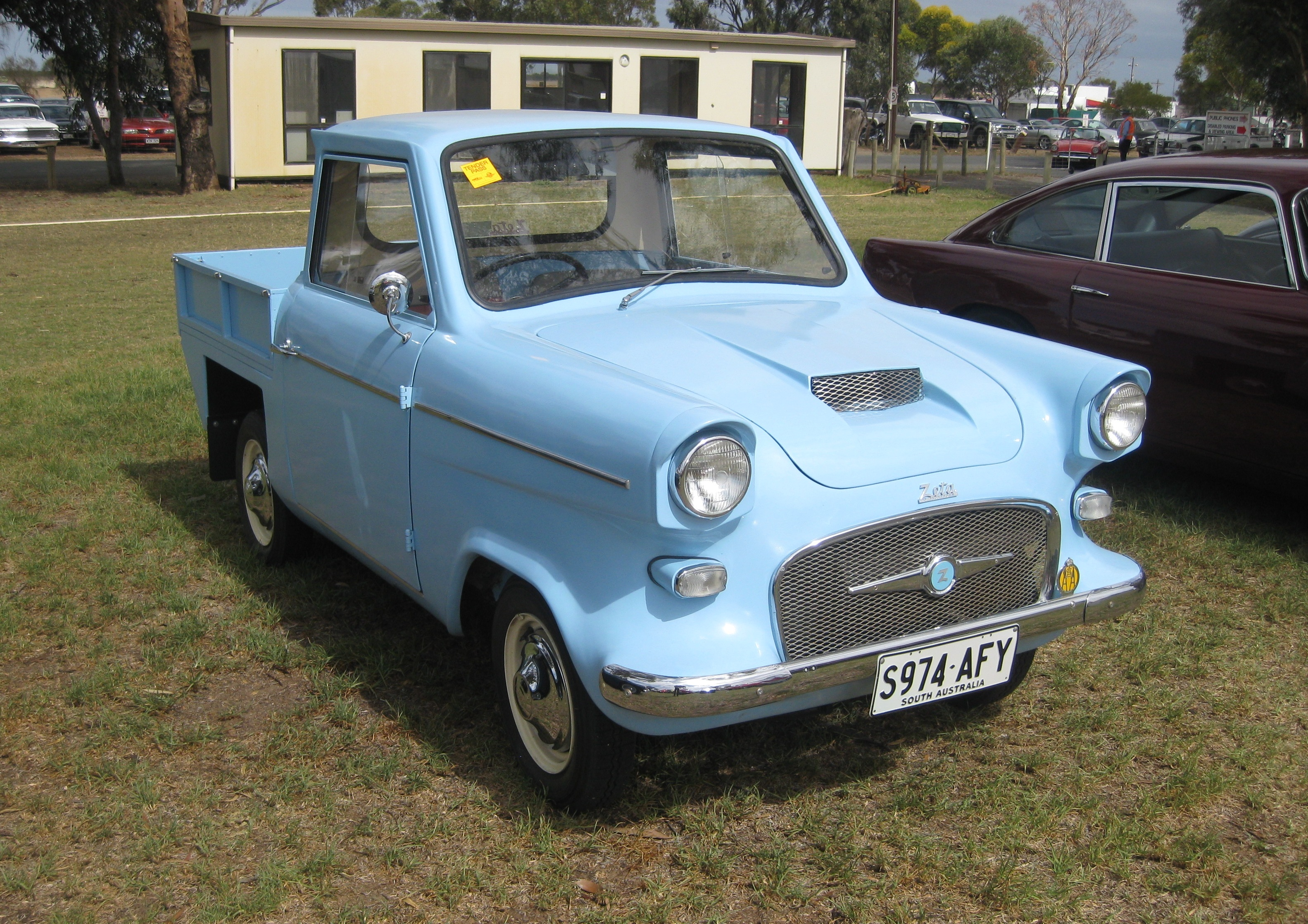
Zeta Pick-up

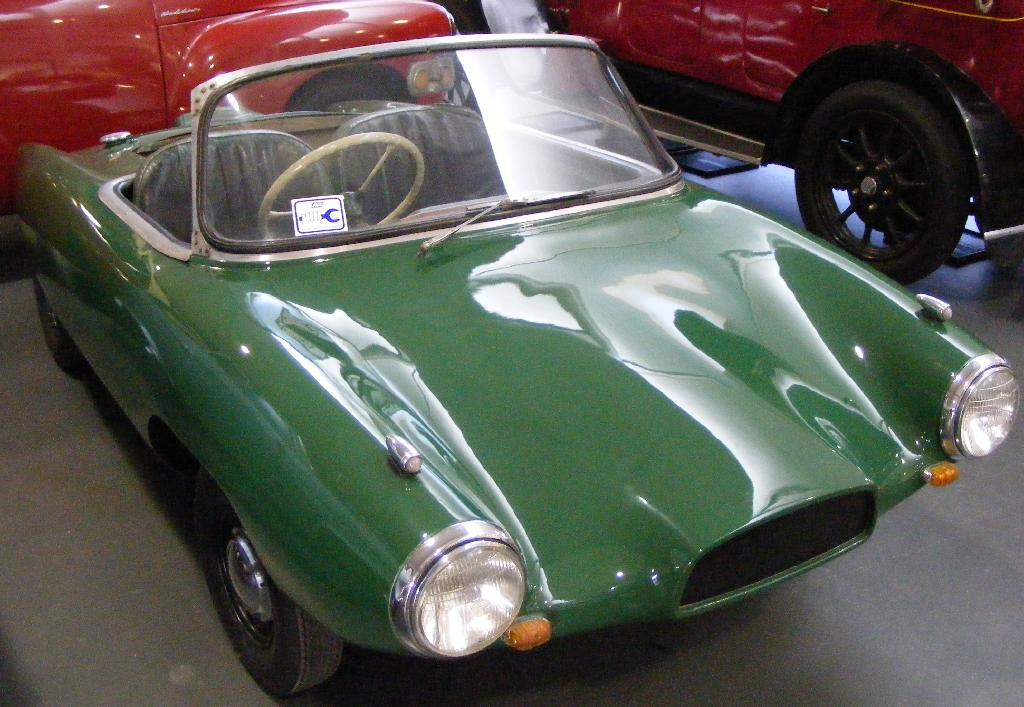
Zeta Sports

Lightburn ist der Name eines australischen Maschinenbauunternehmens, das hauptsächlich Zementmischer, aber auch Waschmaschinen herstellt. Eigentümer ist Harold Lightburn. Mitte der 1960er Jahre betätigte sich die Firma kurze Zeit als Automobilhersteller und fertigte die eigenartig geformte Limousine Zeta Saloon. Der Markenname lautete Zeta. Die Wagen entstanden in der Waschmaschinenfertigung in Camden Park bei Adelaide und wurden 1963 zum Preis von AU-£ 595 angeboten. Die Fertigung wurde 1965 eingestellt und 1966 wurden die letzten Fahrzeuge verkauft. Insgesamt entstanden weniger als 400 Autos.

## Modelle
- zweitürige Limousine, Zweitaktmotor mit 324 cm³ Hubraum von Villiers, Viergang-Schaltgetriebe (1964–1965)
- zweitürige Luxus-Limousine, Daten wie oben (1964)
- zweisitziger Sport-Roadster, Zweitaktmotor mit 493 cm³ Hubraum von Sachs, Viergang-Schaltgetriebe (1964)
- zweitüriger Pick-up, erwähnt in zeitgenössischen Prospekten; einige Fahrzeuge wurden für die Hyde-Park-Flotte von Sydney City geliefert.
- zweisitziger, elektrischer „Runabout“.[2]

## Technik
Die Zeta Limousine wurde, wie der Pick-up, von einem Einzylinder-Zweitaktmotor von Villiers mit 324 cm³ Hubraum angetrieben. Die Kraft des vorne eingebauten Motors wurde über ein Viergang-Schaltgetriebe an die Vorderräder geleitet. Die Hinterräder waren einzeln an gezogenen Längslenkern aufgehängt. Der Wagen mit Steilheck hatte keine Heckklappe. Um in den Kofferraum zu gelangen, mussten die Sitze ausgebaut werden, was laut einer einschlägigen Werbung besonders leicht möglich war. Das Fahrgestell war aus Stahl, die Karosserie aus GFK. Der Innenraum war relativ groß, aber sparsam ausgestattet. Die Windschutzscheibe bestand aus Sicherheitsglas, die Seiten- und Heckscheiben aus Perspex. Die Türen waren aus Stahl gefertigt und besaßen Schiebefenster.
Der Zeta Sports hatte einen Zweizylinder-Zweitaktmotor von Sachs. Dieser Motor leistete 19,5 bhp (14,4 kW) bei 5000 min−1 und trieb die Räder über ein Viergang-Schaltgetriebe an. Er war ursprünglich für den Messerschmitt Tiger Tg 500 gebaut worden, besaß 70 mm Bohrung und 67 mm Hub und war mit dem Getriebe verblockt. Die Fertigung lief von 1963 bis 1965. 1964 wurden 28 Fahrzeuge verkauft.
Laut Spezifikation waren Limousine und Pick-up mit Michelin-Reifen der Größe 125 R 12 ausgestattet. Das Villiers-Vierganggetriebe hatte keinen Rückwärtsgang. Zum Rückwärtsfahren wurde der Motor abgestellt und in entgegengesetzter Laufrichtung wieder angelassen, sodass auch für die Rückwärtsfahrt vier Gänge zur Verfügung standen. Das Benzin-Öl-Gemisch lief vom Tank vor dem Armaturenbrett durch Schwerkraft in den Vergaser. Als Tankanzeige diente ein durchsichtiger Schlauch, der vom Tankboden durch das Armaturenbrett geführt war. Ein Test der Automobilzeitschrift Wheels sagt von der Tankanzeige, dass „sie irgendetwas zwischen voll und leer anzeigte, je nach Neigungswinkel, Gasstellung und vermutlich der Greenwich Mean Time (GMT)“.
Das winzige Sportmodell, das dem ebenfalls in Australien gebauten Goggomobil Dart nicht unähnlich sah, hatte einen Zweizylinder-Sachs-Motor mit verblocktem Getriebe. Das Design seiner Karosserie basierte auf dem Frisky des britischen Herstellers Henry Meadows (Vehicles) Ltd. Das Auto mit GFK-Karosserie wog 400 kg und besaß 10″-Räder mit Trommelbremsen rundum. Wie der Dart hatte der Wagen weder Türen noch Stoßfänger.

## Markterfolg
“With the Zeta, however, failure was engineered into the product from day one.”

„Beim Zeta aber war der Misserfolg schon vom ersten Tag in das Produkt eingebaut“

Nicht nur die eigenartige Konstruktion, sondern auch eine schlechte Zeitplanung trug zum kommerziellen Misserfolg des Wagens bei: Er wurde zur gleichen Zeit vorgestellt wie der Morris Mini, der nur AU-£ 60 teurer als der Zeta war. Auch das Erscheinen eines verbesserten Modells mit äußerlich überarbeitetem, gefälligerem Design brachte keine Besserung. Daher wurden von 1963 bis 1965 nur 363 Fahrzeuge verkauft, worin die Zeta Sports schon enthalten sind. Dennoch handelt es sich um den einzigen australischen Kleinwagen, der es zu einer, wenn auch bescheidenen, Serienproduktion schaffte.